# Heteromysis tuberculospina
Heteromysis tuberculospina är en kräftdjursart som beskrevs av Modlin 1987. Heteromysis tuberculospina ingår i släktet Heteromysis och familjen Mysidae. Inga underarter finns listade i Catalogue of Life.